# Dialetti italiani meridionali
I dialetti italiani meridionali (o meridionali intermedi, o ancora alto-meridionali, nell'Ottocento noti anche con il nome di dialetti ausoni) costituiscono, nella classificazione dei dialetti d'Italia elaborata da Giovan Battista Pellegrini, una sezione del più ampio raggruppamento dei dialetti centro-meridionali in senso lato (nella fattispecie per "dialetti" si intendono gli "idiomi contrapposti a quello nazionale e/o ufficiale", e non invece le "varietà di una lingua").
Secondo una classificazione ormai consolidata sin dagli ultimi decenni del XIX secolo, il territorio dei dialetti alto-meridionali si estende dunque dall'Adriatico al Tirreno e allo Jonio, e più precisamente dal corso del fiume Aso, a nord (nelle Marche meridionali, al confine fra le province di Ascoli Piceno e Fermo), fino a quello del fiume Coscile, a sud (nella Calabria settentrionale, provincia di Cosenza), e da una linea che unisce, approssimativamente, il Circeo ad Accumoli a nord-ovest, fino alla strada Taranto-Ostuni a sud-est. Si tratta dunque di un vero e proprio continuum dialettale, se si eccettuano le piccole ma numerose isole linguistiche (o etno-linguistiche) alloglotte.
Considerato nel suo insieme tale territorio arriva ad includere otto regioni italiane, tre delle quali (Campania, Molise, Basilicata) per intero. Ad eccezione delle Marche meridionali e delle ex-enclavi pontificie di Pontecorvo e Benevento, si tratta di terre già appartenute al Regno di Napoli, la cui capitale costituì la culla della lingua napoletana (evolutasi fin dal medioevo a partire da un ristretto gruppo di antichi dialetti italo-meridionali di area campana, benché noti con il nome di volgare pugliese). Per contro, nel territorio dell'ex-Regno erano diffusi anche diversi dialetti classificati come italiani mediani (l'aquilano, l'amatriciano, il carseolano e il cicolano), oltre naturalmente ai dialetti meridionali estremi del Salento e della Calabria meridionale. Ad ogni modo i dialetti mediani, quelli meridionali intermedi e quelli meridionali estremi sono affini tra loro, tanto da costituire il cosiddetto raggruppamento centro-meridionale nell'ambito delle varietà italo-romanze.

## Generalità
Il tratto principale che separa i dialetti alto-meridionali dai dialetti meridionali estremi è il trattamento delle vocali non-accentate (“atone”) finali: nei primi, tranne alcune eccezioni (come si dirà di seguito), esse subiscono un mutamento in /ə/ (vocale popolarmente definita “indistinta”), mentre ciò non avviene nel dialetti del Salento né in quelli della Calabria meridionale che costituiscono così i territori peninsulari del diasistema linguistico a vocalismo siciliano. A nord, questo stesso fattore forma anche il confine (sfumato e graduale in alcune aree limitrofe) coi dialetti mediani, che hanno sette vocali fonemiche accentate, e solo cinque non-accentate.
La presenza di un'ulteriore vocale (/ə/) nell'Alto Meridione implica un sistema fonemico diverso da quello salentino, calabrese e siciliano (in cui /ə/ è asistematica, o del tutto assente, e comunque di natura puramente fonetica).
Nei dialetti alto-meridionali il mutamento in /ə/ ("affievolimento"/"indebolimento") delle vocali non-accentate è sovente associato a complessi fenomeni morfologici, quali ad esempio la metafonesi.
I principali sottogruppi dei dialetti italiani alto-meridionali sono i seguenti:
- dialetti abruzzesi e marchigiani meridionali, comprendente l'Abruzzo (fatta eccezione per la porzione occidentale della provincia dell'Aquila), l'appendice nord-occidentale della provincia di Isernia fino a Forlì del Sannio, la parte costiera e collinare della provincia di Campobasso fino al torrente Sinarca in Molise, le frazioni settentrionali del comune di Sora nel Lazio meridionale e la provincia di Ascoli Piceno, fino al paese di Campofilone in provincia di Fermo e al fiume Aso nelle Marche;
- dialetti molisani, comprendente gran parte del Molise e le zone più settentrionali delle province di Benevento, in Campania, e di Foggia, in Puglia; questi ultimi in realtà sono considerati di transizione tra l'abruzzese e il pugliese;
- dialetti pugliesi centro-settentrionali, comprendente la stragrande maggioranza della regione Puglia (fatta eccezione per il Salento e per le zone rispettivamente più a nord e a ovest della Daunia);
- dialetti campani, comprendente la Campania (fatta eccezione per l'appendice più a nord della provincia di Benevento e per il Cilento meridionale), le zone più ad ovest della Daunia, in Puglia, e le porzioni meridionali delle province di Frosinone e di Latina, nel Basso Lazio (dialetti laziali meridionali), coincidenti più o meno con l'antico confine tra lo Stato Pontificio e il Regno delle Due Sicilie;
- dialetti lucani e calabresi settentrionali, comprendente la Basilicata e la maggior parte della provincia di Cosenza, in Calabria.

Tale classificazione è di tipo essenzialmente regionale, ma un altro filone di studio più innovativo (sviluppatosi a partire dagli ultimi decenni del Novecento) è invece orientato all'analisi delle isoglosse. In particolare, l'intero dominio meridionale intermedio risulta effettivamente ricompreso tra la linea Ancona-Roma (che però include anche molti dialetti mediani), la soglia messapica e una serie di isoglosse in Calabria (quali la linea Diamante-Cassano e la linea Cetraro-Cirò Marina). All'interno del dominio si distinguono invece la linea Cassino-Gargano (che separa in due unità il gruppo molisano) e la linea Salerno-Lucera (che taglia in due parti il gruppo campano).

## Caratteristiche comuni
La principale caratteristica fonologica che separa i dialetti alto-meridionali da quelli mediani e meridionali estremi è il mutamento in scevà /ə/ delle vocali non-accentate ("atone"). A nord della linea San Felice Circeo-Frosinone-Sora-Antrosano di Avezzano-L'Aquila-Campotosto-Accumoli-Pedaso, le vocali atone (non-accentate) sono periferiche, ossia pronunciate chiaramente; a sud di questa linea compare il fonema /ə/, che si ritrova poi fino ai confini con le aree basso-meridionali i cui i dialetti appartengono alla lingua siciliana, ossia alla linea Cetraro-Bisignano-Melissa. Solitamente però nelle aree più settentrionali immediatamente a ridosso della prima linea di confine la /-a/ finale di regola rimane: tale fenomeno si verifica ad esempio nelle Marche meridionali, come nel grosso della provincia dell'Aquila e nel Lazio meridionale. Lo stesso si verifica in alcune aree al confine con i dialetti meridionali estremi, come ad esempio ad Ostuni.
Esistono altri fattori alla base della separazione tra dialetti alto-meridionali e dialetto mediani (Avolio). Infatti alcuni dialetti della parte meridionale della provincia di Latina (Lenola, Minturno, Castelforte, Santi Cosma e Damiano) e della provincia di Frosinone (Coreno Ausonio, Ausonia, Sant'Apollinare, Sant'Ambrogio sul Garigliano), pur appartenendo al dominio meridionale, hanno caratteristiche peculiari sia nelle vocali accentate che in quelle non-accentate. Sono da considerarsi, dunque, meridionali i dialetti che presentino contemporaneamente i seguenti fenomeni.

### Fonologia e fonetica
- Sistema vocalico romanzo comune, condiviso dalla quasi totalità dei dialetti romanzi, fatta eccezione per l'area meridionale estrema, la Sardegna e la Romania.
- Metafonesi, un fenomeno che distingue nettamente i dialetti mediani e alto-meridionali da quelli toscani. È il fenomeno per cui le vocali toniche é ed ó si chiudono in presenza di una -i od una -u finale, così come le vocali è ed ò si chiudono o dittongano. Casi di metafonesi sono, ad esempio nírə 'nero', rispetto a nérə 'nera', oppure buónə 'buono', rispetto a bbònə 'buona'.
- Indebolimento delle vocali atone che confluiscono nel suono indistinto ə (simile alla e del francese de, le e chiamato dai linguisti scevà).
- Tendenza a pronunciare in modo simile i suoni b e v in posizione iniziale, caratteristica comune mediano-meridionale che esclude la Toscana (ad esempio, vàrche 'barca' < BARCA, vàse bacio < BASJU, come vìne 'vino' < VINU).
- Sonorizzazione delle consonanti sorde dopo nasale e dopo l, caratteristica comune mediano-meridionale che esclude la Toscana (ad esempio, càmbe 'campo' < CAMPU, pónde 'ponte' < PONTE).
- Assimilazione progressiva dei nessi consonantici ND > nn, MB > mm, caratteristica comune mediano-meridionale, ma presente anche nell'area meridionale estrema (ad esempio, tùnne 'tondo' < TUNDU, palomma 'colomba' < PALUMBA).
- Palatalizzazione dei nessi latini di consonante + L, caratteristica comune anche alla lingua italiana (ad esempio, chiàve ' chiave' < CLAVE, fiòre 'fiore' < FLORE).
- Tendenza ad alterare la L nei nessi latini LT, LK, LD, LS, LZ (ad esempio, curtídde 'coltello', fàuze 'falso', dòce 'dolce').

### Fenomeni generali
- Apocope degli infiniti, caratteristica comune mediano-meridionale (ad esempio, candà 'cantare', vedé 'vedere', accìde 'uccidere', còlche 'dormire')
- Metatesi di r (ad esempio, cràpe 'capra', prèta 'pietra').
- Raddoppiamento fonosintattico, fenomeno che consiste nella pronuncia raddoppiata della consonante iniziale provocata da un monosillabo precedente, detto 'forte' (ad esempio, tu vuò 'tu vuoi', ma che vvuò 'che vuoi').

### Morfologia
- Neutro di materia, fenomeno comune mediano-meridionale, che consiste nella presenza di un terzo genere accanto al maschile e al femminile, per i sostantivi che denotano sostanze ed il relativo articolo (ad esempio, lë sàlë 'il sale', distinto da glië rìtë 'il dito').
- Ènclisi dell'aggettivo possessivo, fenomeno comune mediano-meridionale (ad esempio, pateme 'mio padre' o sòrete 'tua sorella').
- Tripartizione dei dimostrativi, fenomeno comune anche alla lingua italiana, per cui si trovano, ad esempio, chiste/"cusse" 'questo', chìlle/"quílle"/"cùdde"/"quiglie" 'quello' e chìsse/"cusse ddò - proppete cusse" (fenomeno presente nella zona del barese) 'codesto'.
- Tipo più diffuso di condizionale presente in -ìa (ad esempio, mangiarrìa 'mangerei'); nell'apulo-barese, al contrario, il condizionale viene formato anteponendo al verbo all'infinito la forma "avésse a" o "jére a" a seconda della zona).

### Sintassi
- Accusativo preposizionale, uso della preposizione a prima del complemento oggetto (ad esempio, salùteme à sòrete 'salutami tua sorella').
- Impopolarità del futuro, sostituito dal presente indicativo o dalla forma avé a 'avere a'.
- Costruzione "andare + gerundio" per enfatizzare l'aspetto durativo dell'azione (ad esempio, che vvànne facènne? che stanno facendo (così in giro)?).

### Lessico
Il prospetto che segue mette a confronto vocaboli napoletani, lucani centro-settentrionali e abruzzesi adriatici e centro meridionali, con l'intento di mostrare la sostanziale unità lessicale della lingua alto-meridionale.
Come si vedrà, molte delle seguenti radici lessicali possono ricorrere anche in siciliano come peraltro in toscano/italiano.
| Ital.          | Nap.                     | Luc.                                          | Abr. Adriatico | Abr. Centro merid.       | Apulo-barese                   |
| -------------- | ------------------------ | --------------------------------------------- | -------------- | ------------------------ | ------------------------------ |
| accendere      | appiccià                 | appeccià / appezzecà / appëzzà                | appiccià       | appiccià                 | appeccè                        |
| adesso         | mo                       | mó / mòscê                                    | mó             | mó                       | mù                             |
| albero         | arvulo                   | chiànde / iarve / rocchìje                    | piànde         | piànde                   | iarve                          |
| anche          | púro                     | pùre                                          | pùre           | pùre                     | pure                           |
| andare         | ì                        | ggì / iì                                      | iì             | iì                       | scì                            |
| avere          | tené / tènere            | tené                                          | tené           | tené                     | avè, tenè                      |
| bene           | buono                    | bbùone / bòne                                 | bòne           | bbuóne                   | buéne                          |
| cieco          | cecato                   | cecàte / cicàte                               | cicàte         | cecàte                   | cecaete                        |
| cimitero       | campusanto               | cambesànde                                    | cambesànde     | cambesànde               | cambesande                     |
| comprare       | accattà                  | accattà                                       | accattà        | accattà                  | accattè                        |
| donna          | fémmena                  | fémmene                                       | fémmene        | fémmene                  | fèmene                         |
| dove           | arò / addò               | addove / duà / dòva                           | duà            | addò - 'ndò              | addove, ionne                  |
| dovere (verbo) | avé a                    | avé a / tenè                                  | tené a         | tené a                   | avè a / tenè da                |
| duro           | tuósto                   | tùste                                         | tòšte          | tuòšte                   | tuèste                         |
| fabbro         | ferràro                  | ferràre                                       | ferràre        | ferràre                  | ferraere                       |
| gamba          | jamma / coscia           | gamme/iamme                                   | còsse          | còsse                    | gamme                          |
| gregge         | mórre                    | mórre / masèlle                               | mòrre          | mòrre                    | morre                          |
| impiccato      | mbìso                    | mbìse                                         | mbìse          | mbìse                    | mbecaete/mbise                 |
| lavorare       | faticà                   | fatigà/fatià                                  | fatià          | fatià                    | fadeghè                        |
| maggiore       | chiù ggruósso            | chiù ggrànne                                  | chiù ggròsse   | chiù ggruòsse            | cchiù ggranne / cchiù ggruèsse |
| magro          | sìcco                    | sìcche                                        | sécche         | sìcche                   | mazze                          |
| meglio         | cchiù mmeglio            | chiù mmèglie/míjje/ mìglie                    | chiù mmèje     | chiù mmèje / chiù mmjèje | mègghie/cchiù mmègghie         |
| mio fratello   | fràtemo                  | fràteme                                       | fràteme        | fràteme                  | frateme                        |
| neanche        | mànco-mango              | mànghe                                        | mànghe         | mànghe                   | manghe, nèmmanghe              |
| nessuno        | nisciúno                 | nisciùne/ niçiune/ nesciùne                   | niçiùne        | niçiùne                  | nesciune                       |
| nonno          | tatone (arc.)            | tattarànne/vavòne/tatònne                     | tatóne (arc.)  | tatóne - tatà (arc.)     | tataranne / nònne              |
| patate         | patàne                   | patàne                                        | patàne         | patàne                   | pataene                        |
| prendere       | piglià                   | piglià/pijì/piià                              | piià           | piià / piglià            | pigghiè                        |
| quest'anno     | auànne                   | uànne                                         | uanne          | auànne                   | cuss'anne/aquanne              |
| risparmiare    | sparagnà                 | sparagnà                                      | sparagnà       | sparagnà                 | sparagnè                       |
| sabbia         | arena / rena             | réne / sijìbbije                              | réne           | réne                     | sagghje / rene                 |
| saltare        | zumbà                    | zumbà                                         | zumbà          | zumbà                    | zumbè                          |
| scherzare      | pazzià                   | pazzià/pazzié                                 | pazzià         | pazzià                   | scherzè                        |
| scotta         | còce                     | coce/cosce                                    | cóce           | cóce                     | cosce                          |
| seduto         | assettato                | assettòte/assettàte                           | assettàte      | assettàte / ascise       | azzise                         |
| so (verbo)     | sàccio                   | sàcce                                         | sàcce          | sàcce                    | sacce                          |
| topo           | sorece                   | sòrece/sciorge/sùrce/sórce                    | sòrege         | sùrege                   | sorge                          |
| voglia         | 'nziéra / gènio          | vulìe//spile                                  | vuglie         | vulìe                    | prisce                         |
| padre          | pate                     | tàte/ pàtre                                   | patre          | patre                    | attaene                        |
| tacchino       | gallarínio               | gaddrènije/uicce/hallënàccë                   | vicce          | vicce                    | uicce                          |
| piccolo        | peccerillo / pezzerillo  | pecceninne/meninne/nicche/zenìnne/picciarìlle | cenénne        | ceninne / piccerille     | meninne/peccinne               |
| domani         | dimane / craje           | craje                                         | dumane         | dumane                   | crè                            |
| dopo domani    | dopperimane / doppecraje | postcraje/pescraje                            | doppedumane    | pojedumane / doppedumane | pescrè                         |
| vino           | vino                     | vine/mire/miere/viòrre/vène                   | vine           | vine                     | mire                           |
| solamente      | sulo / sulamente         | sole/sule/sulamènde                           | sulamende      | schitte / sulamende      | sckitte                        |
| soldi          | turnìsi                  | ternìse/ turnìse/ quatràne/ quetrène          | quatrane       | quatrane                 | terrése/ sòlde                 |

## Sviluppi specifici regionali

### Fonologia

#### Sistemi vocalici particolari
In una zona a cavallo del Massiccio del Pollino, fra i fiumi Agri e Crati detta Mittelzone o area Lausberg dai linguisti (l'area include, ad esempio, Maratea, Valsinni, Lauria o Rotonda in Basilicata e Trebisacce o Cerchiara di Calabria in Calabria) il sistema vocalico è equivalente a quello della Sardegna. Sempre all'interno dell'area Lausberg, alcuni studiosi fanno menzione di un'area intermedia fra vocalismo siciliano e vocalismo sardo, da collocarsi subito dopo il confine centro-occidentale fra Lucania e Calabria, in comuni quali Mormanno, Morano Calabro, Scalea o Castrovillari in provincia di Cosenza, con alcune propaggini nei comuni di Lauria e Maratea in provincia di Potenza. Immediatamente a nord, nella Basilicata centrale, si estende un'area, detta Vorposten, con vocalismo equivalente a quello rumeno, evidente compromesso fra il sistema "sardo" a sud e quello "romanzo comune" a nord. A ovest e nord del Vorposten, si trova un sistema vocalico ancora diverso nell'area detta Randgebiet (ad esempio a Teggiano). Nel Cilento meridionale (ad esempio a Sala Consilina) si ritrova il sistema vocalico siciliano che caratterizza tutta la Calabria a sud del Crati.

#### Frangimenti vocalici
Questo fenomeno consiste nell'alterazione delle vocali toniche tanto nell'apertura quanto nel timbro, dando luogo a svariati esiti, dittonghi, palatalizzazioni, ecc. I frangimenti sono fenomeni guizzanti che interessano l'Abruzzo adriatico e meridionale, il Molise, la Puglia centro-settentrionale e le contigue aree della Basilicata, nonché alcuni dialetti a ovest di Napoli, fra cui quelli di Pozzuoli ed alcuni dell'isola d'Ischia.
I frangimenti riguardano tutte le vocali toniche, ad esempio:
- I: camöçë 'camicia' e uö 'vino' a Sant'Omero, spǜnë a Pescocostanzo, mulùnë 'mulino' ad Assergi e lùnë 'lino' a Tufillo, fërméchë ' formica' a Sulmona, fënë 'fine' a Teramo, jóië 'andare' a Pratola Peligna e Pretoro, vóitë 'vita' a Popoli Terme, farèinë 'farina' a Palena, föilë 'filo' a Pozzuoli, fëilë 'filo' a Castiglione Messer Marino, foéiëlë 'filo' a Musellaro; schǜnë 'schiena' a Rapino; mǜttë '(tu) metti' a Campli;
- É: fråddë 'freddo' e quàllë 'quello' a Teramo, giardënòttë 'giardinetto' a Giulianova, quòssë "questo" a Penne, sòtë ' séte' a Catignano, dëndrë "dentro" a Loreto Aprutino, màië 'me' e ràië 're' a Bucchianico, nàivë 'neve' a Pescasseroli, méisë 'mese' a Lucera, candòilë 'candela' a Fara San Martino, paiòisë 'paese' a Popoli Terme; munnàzzë 'immondizia' a Teramo, Campli, ecc.;
- A: chènë 'cane' a Ortona, chiésë 'casa' a Pietracamela, grònë 'grano' a Ruvo di Puglia, luchë 'lago' a Frosolone, sëànë 'sano' ad Agnone, còinë "cane", còisë 'casa' e vàichë '(io) vado' ad Andria, làinë 'lana' a Ceglie Messapica;
- Ó: nëpóutë 'nipote' a Barletta, vàucë 'voce' a Forio, urë 'ora' a Guardiagrele, culèrë 'colore' ad Atri, béunë 'buono' a Vasto, chéudë 'coda' a Popoli Terme, cafàunë 'contadino' a Tocco da Casauria, sulë 'sole' a Guardiagrele e Roccamontepiano.
- U: brìttë 'brutto' a Giulianova, lipë 'lupo' a Bellante, léupë 'lupo' a Pretoro e Castiglione Messer Marino, fósë 'fuso' a Martina Franca, féusë 'fuso' a Palmoli, fóusë 'fuso' a Barletta, tióttë 'tutto' a Guardiagrele, téu 'tu' a Castelli, dërrioupë 'dirupo' a Pennapiedimonte, fièunë 'fune' a Torricella Peligna;

#### Casi particolari di metafonesi
In diverse aree meridionali (ed anche mediane) si hanno casi particolari di metafonesi:
- La metafonesi è provocata anche dalla desinenza originale latina -UNT in un territorio mediano-meridionale che comprende l'Umbria meridionale (Norcia), il Lazio orientale, l'Abruzzo occidentale (compresa L'Aquila), buona parte del Molise (eccetto la parte orientale), nonché la Campania nord-orientale (Ariano Irpino). In tale area si ha, ad esempio, crìdënë 'credono', piérdënë 'perdono'.
- La metafonesi è provocata anche dalle desinenze originali latine della 1ª e 2ª persona plurale -MUS e -TIS in un territorio che comprende buona parte della Campania e della Basilicata. In tale area si ha, ad esempio, sapìm(m)ë 'sappiamo', sapìtë 'sapete'.
- La metafonesi è provocata solo dalla -I finale (in qualche caso anche dalla -Æ finale) in un compatto territorio adriatico che va dalla zona di Teramo (escludendo quella di Ascoli) a una parte del basso Molise (ivi inclusi alcuni comuni dell'estrema Puglia settentrionale). In tale zona si ha dunque pezzë 'pezzo', ma pi(e)zzë 'pezzi'.
- La metafonesi anche di -A- tonica si riscontra in un territorio che comprende l'Abruzzo adriatico (e parte di quello occidentale) e alcuni settori del Molise, del Lazio meridionale e della Campania occidentale[15][16]; in tali aree, ad esempio, la parola 'campi' suonerà chi(e)mbë (anziché cambë).

#### Isocronismo sillabico
In quasi tutto il settore orientale dell'Italia meridionale (Abruzzo frentano, peligno, marrucino e parte dell'area vestina, Molise orientale, Puglia centro-settentrionale, frange nord-orientali di Irpinia e Basilicata) buona parte del sistema vocalico romanzo comune è stato successivamente alterato da una corrente linguistica che ha provocato l'apertura in è, ò delle vocali chiuse é, ó in sillaba complicata, ovvero nelle sillabe che terminano con una consonante, e la contemporanea chiusura in é, ó delle vocali aperte è, ò in sillaba libera, ovvero nelle sillabe che terminano con la vocale stessa. Questo fenomeno può essere anche parziale, limitato alla sola chiusura delle toniche aperte in sillaba libera, e presenta numerosi casi particolari, sovrapponendosi spesso ai frangimenti vocalici. Da qui l'esempio (Avolio, 1995) per cui la frase italiana 'un poco di pollo', pronunciata da un napoletano un pòco di póllo in modo vocalmente identico alla pronuncia standard italiana, suonerebbe in bocca, ad esempio, ad un foggiano, o ad un chietino un póco di pòllo. In realtà in napoletano "un poco di pollo" non suonerebbe come in italiano standard, poiché, come accade in gran parte del meridione, le vocali finali atone tendono a essere aperte ("un pòcò di póllò").

#### Propagginazione
Un fenomeno distribuito a macchia di leopardo in vari dialetti meridionali consiste nella labializzazione (al singolare) o nella palatalizzazione (al plurale) della prima sillaba di una parola se è a contatto con l'articolo determinativo o indeterminativo maschile singolare (generalmente lu/li e nu). La propagginazione può verificarsi come inclusione di u o i nella prima sillaba della parola (ad esempio, lu cuànë 'il cane', lu cuavàllë 'il cavallo'/li chiane 'i cani', li chiavalle 'i cavalli'), o come arrotondamento della prima vocale (ad esempio, lu pònë 'il pane', lu vutiéllë 'il vitello'), o infine come labializzazione (o palatalizzazione) della prima consonante, ad esempio, lu cʷàmbë 'il campo', lu pʷàdrë il padre.

#### Casi particolari di vocalismo atono finale
L'esito in scevà delle vocali atone finali non è generale: in una fascia che parte dal Basso Lazio (ad esempio a Minturno) e dalla provincia di Caserta (ad esempio a Prata Sannita) e, attraverso l'Irpinia arriva al Cilento ed alla Basilicata sud-occidentale, si ha spesso -o e talvolta -u. Nel Cilento meridionale l'uso di -u è generalizzato, tanto che questo dialetto è classificato spesso come meridionale estremo piuttosto che come (alto)-meridionale. Analogamente nella parte sudoccidentale della Basilicata si trovano termini come cirviddu per "cervello" e aggiu dittu per "ho detto".

#### Esiti della labiovelare secondaria
La labiovelare derivante dall'incontro di -CU e vocale latini (ad esempio it. questo < *(EC) CU(M) ISTU(M)) presenta tre esiti differenti:
- nelle aree interne di Abruzzo, Molise, Campania e Basilicata, come nei dialetti italiani centrali e nella lingua italiana, si conserva (ad esempio, quìstë 'questo'),
- ad ovest e a sud della prima area, cioè nel Basso Lazio ed in Campania, si riduce alla sola occlusiva velare (ad esempio, chistë 'questo'),
- ad est della prima area, cioè nell'Abruzzo adriatico, Molise orientale, Puglia e Basilicata, perde il carattere labiale (ad esempio, custë 'questo').

#### Esiti di L, LL
Davanti ad -i, -u, le liquide l e ll palatalizzano in un'ampia area tirrenico-appenninica che comprende aree mediane e alto-meridionali nel Lazio meridionale, Abruzzo e Molise occidentali, Campania settentrionale (ad esempio, all'Aquila béjju 'bello' ma bèlla 'bella', a Mondragone cappiéglië 'cappello'). Gli stessi fonemi l e ll si sviluppano in suoni cacuminali (dd pronunciata con la punta della lingua leggermente retroflessa) in diversi dialetti del Beneventano, dell'Irpinia, della Capitanata, del Salernitano e del Cilento meridionale (ad esempio, auciéddë 'uccello'), oltreché nell'area meridionale estrema. Il suono ll diventa dd anche in buona parte della Basilicata, dove la parola "gallo" sarà pronunciata gadd o localmente gàddu.

#### Trattamento di L dopo consonante
La L post-consonantica si conserva (talvolta in forma rotacizzata) soltanto in poche aree; tale fenomeno guizzante interessa infatti esclusivamente l'Abruzzo centro-orientale (ad esempio, flòrë 'fiore', blànghë 'bianco', ma anche pràttë 'piatto'). Altrove i vari nessi possono seguire gli stessi canoni del toscano (e quindi della lingua italiana), oppure alterarsi in vario modo via via che si procede verso sud. Ad esempio, 'fiato' può essere pronunciato fiatë, oppure sciatë / hiatë (a sud di Cassino-Isernia), o ancora jatë (a sud di Avellino-Foggia).

#### Rotacismo di D scempia
La D scempia –ossia non raddoppiata– passa a R in gran parte della Campania (specialmente lungo la fascia costiera), ove si avranno forme del tipo ròrmë 'dorme', càrë 'cade'. Lo stesso fenomeno compare inoltre, sia pur a macchia di leopardo, in varie altre zone dell'entroterra appenninico e del versante ionico (ad esempio, a Sulmona, Cassino, Isernia, Campobasso, Bovino, Venosa, Martina Franca, Corigliano-Rossano), mentre è del tutto assente lungo il litorale adriatico.

#### Trattamento di I semivocalico
- In posizione iniziale o intervocalica la J (I semivocalica) passa a -sc- in un'area comprendente tutta la Puglia a sud del Gargano, i settori est e nord della Basilicata e l'estrema fascia orientale dell'Irpinia (ad esempio, scì < *JIRE <IRE 'andare'); altrove invece rimane inalterata (ad esempio, jì 'andare').

#### Esiti di consonanti davanti a I semivocalico
- i nessi LJ, MJ e RJ passano a ll, mm e rr in diversi dialetti dell'area Lausberg (ad esempio, fillë 'figlio');
- il nesso BJ si continua come j (ad esempio, ajë < *HABJO < HABEO 'ho') nell'area mediana e in Abruzzo, Molise, parte del Basso Lazio; in buona parte della Puglia (da Foggia al golfo di Taranto) si ha "gghj" (ègghje 'ho'); a sud e ovest di tali aree si ha gg (ad esempio, aggë 'ho');
- il nesso SJ passa a -sc- a nord della linea approssimativa Cassino-Gargano (ad esempio, càscë < *CASJU < CASEUM 'formaggio'), a sud della quale si ha s (ad esempio, casë 'formaggio');
- il nesso CJ si presenta come cc (ad esempio faccë 'faccio') oltre che nella lingua italiana anche in buona parte di Abruzzo, Basso Lazio, Molise, parte della Campania ed estrema Puglia settentrionale (grosso modo fino alla linea Salerno-Lucera), mentre a est e a sud si ha l'esito zz (ad esempio, fàzzë 'faccio');
- il nesso NG ha avuto lo stesso esito di MJ e MBJ in gn in una vasta parte dell'Italia centro-meridionale, approssimativamente fino alla suddetta linea Salerno-Lucera (ad esempio, magnà 'mangiare'), oltre la quale si ha invece conservazione del nesso (ad esempio, mangià 'mangiare').

### Morfologia

#### Tripartizione dell'avverbio di modo 'così'
In area mediana, nel Lazio meridionale costiero e nell'Abruzzo occidentale (Marsica) si ha la tripartizione dell'avverbio di modo parallela a quella dei dimostrativi (ad esempio, ccoscì < (EC) CU(M) SIC 'così, in questo modo', ssoscì < (IP) SU(M) SIC 'in codesto modo', lloscì < (IL) LU(M) SIC 'in quel modo').

#### Mantenimento di -S e -T finali preromanze
Diversi dialetti dell'area Lausberg mantengono -S e -T finali nella coniugazione verbale, attraverso lo sviluppo di una vocale paragogica (ad esempio, ad Oriolo càntësë '(tu) canti', càntëdë (egli) canta', cantàtësë '(voi) cantate', a Maratea dàvati 'dava', a Lauria tìnisi 'tieni', mangiàit' 'mangiò' ).

#### Irregolarità del presente indicativo
Nell'area mediani nei pressi dell'Aquila (esclusa) i verbi alla 3ª persona plurale dell'indicativo escono in -au (ad esempio, fau 'fanno', vau 'vanno').

#### Tipi arcaici del condizionale presente
In tutto il Meridione sono presenti tipi arcaici del condizionale derivati dal piuccheperfetto indicativo latino (ad esempio, cantèra 'canterei', avèra 'avrei'), mentre nell'apulo-barese vengono utilizzate le forme "avésse a" o "jére a".

#### Conservazione del perfetto latino
Nella Basilicata sudoccidentale, attorno ai comuni di Lauria e Maratea, si conserva, specialmente nel linguaggio degli anziani, l'uso del perfetto con forma identica a quella del passato remoto, simile all'uso calabrese meridionale e siciliano: disìra pu mi mangiai sulu nu pocu i pane, ca quiddu mali i panza mi fici passà a fame 'ieri sera poi ho mangiato solo un po' di pane, che quel mal di pancia mi ha fatto passare la fame', ngi jsti pu dijìri a casa i Maria? N'gia truvasti? 'sei andato poi ieri a casa di Maria? L'hai trovata a casa?', dijìri pu cchì facìstivi? Ssìstivi nu poco a'fora 'ieri poi che avete fatto? siete usciti un po' fuori?'

#### Oscillazione tra le coniugazioni
In diversi dialetti dell'Abruzzo meridionale, del Basso Lazio, della Campania nonché della Calabria settentrionale, alcuni verbi mostrano un'oscillazione nell'infinito fra la 4ª coniugazione in I e la 3ª in E (ad esempio, in napoletano rurmì/ròrmërë 'dormire', saglì/sàgliërë 'salire', trasì/tràsërë 'entrare'). Parallelamente, il participio in -uto proprio della 3ª coniugazione è esteso a molti verbi della 4ª (ad esempio, asciùtë 'uscito', fërnùtë 'finito', jùtë 'andato'). Lo stesso fenomeno si riscontra anche in molti dialetti estremo-meridionali.
Inoltre nella gran parte dei dialetti parlati nelle Marche meridionali, in Abruzzo e nel Basso Lazio, nonché in ristrette zone del Molise, della Campania, della Puglia e Basilicata occidentali e dell'estrema Calabria settentrionale, si osserva il metaplasmo del gerundio, ossia l'estensione della forma di gerundio in uso per le coniugazioni superiori (generalmente terminante in -ènnë) anche alla 1ª coniugazione. In tali aree si avrà dunque parlènnë 'parlando', candènnë 'cantando' e così via. Fenomeni analoghi si riscontrano anche in taluni dialetti mediani e sardi.

### Sintassi

#### Esserecome ausiliare dei verbi transitivi
Molti dialetti di Abruzzo, Molise, con estensioni in Campania, Lazio meridionale e nella zona di Bari presentano essere come ausiliare dei verbi transitivi, con l'eccezione della 3ª e della 6ª persona (ad esempio, a Crecchio sémë cërcàtë 'abbiamo cercato', sétë cërcàtë 'avete cercato', a Bari só vvìstë 'ho visto', sì ffàttë 'hai fatto').

#### Rapporto durativo
Il rapporto durativo è espresso nei dialetti mediani, di Abruzzo, Basso Lazio e parte del Molise e dell'Alto Casertano da stare a ed infinito (ad esempio, chë stà a ddìcë? 'che sta dicendo?'); più a sud, si ricorre a stare e gerundio (ad esempio, chë stà facènnë? 'che sta facendo?').
Nella Puglia centrale, al contrario, il rapporto durativo viene espresso da stare a e l'indicativo del verbo; ad esempio: stè ffèsce 'stai facendo', stogghe a ffazze 'sto facendo', stonne a ffàscene 'stanno facendo'. La stessa cosa vale per il passato: stè ddescive 'stavi dicendo', stè mmangèvene 'stavano mangiando'. E anche per i verbi "andare" e "venire" vale la stessa regola: voggh a ddoche 'vado a dare' , vè dè 'vai a dare', scè ddème 'andiamo a dare', vení mmangème 'veniamo a mangiare', vènghe a ffazze 'vengo a fare' ecc...
Questa regola vale anche per i rapporti durativi a cui segue un altro verbo all'infinito, ad esempio "sto andando a dare" "stoche a voche a doche", "stanno andando a dare" "stonne a vonne a donne", "stiamo andando a mangiare" "stè scè mmangème".

### Lessico
- Termini tipici abruzzesi, ma anche mediani, molisani, laziali meridionali e campani: abballe 'giù', arrizzà 'alzare', còccia 'testa', cutturo 'caldaio, paiolo', ecco 'qui', èssë 'costì', maddemane 'stamattina', massera 'stasera', ràchënë 'ramarro'
- Termini molisani, ma anche campani, laziali meridionali e lucani: chianghiérë 'macellaio', lieggio 'leggero', mantesino 'grembiule', mesale 'tovaglia', ngoppa 'sopra', palomma 'colomba', pertuso 'buco', stujà 'pulire', tanne 'allora, in quel tempo', vacante 'vuoto', vuotto 'rospo', zita 'fidanzato, -a', crisòmmola 'albicocca'
- Termini tipici campani, ma anche presenti nelle regioni confinanti: arrassà 'scostarsi', cannaruto 'goloso', ranavòttëlë 'rana', schizzechéa 'pioviccia', scazzìmmë 'cispa', scuorno 'vergogna', scetà 'svegliare', sòsere 'alzarsi'
- Termini tipici pugliesi e lucani: acchià/acchié 'trovare', attànë/atténë 'padre', cë 'che', cràjë/cré (dal latino "cras", poi evolutosi in "crai") 'domani', mìre 'vino', ne 'ci, a noi', mùedde 'bagnato', nu pìcche 'un poco', schìtte 'solo', 'soltanto'.
- Termini tipici dell'area Lausberg lucano-calabra: talià 'distinguere bene con gli occhi', aggiu 'ho', vìnisi 'vieni', ciutu 'sciocco', iùmu 'fiume', zimma du purcu 'porcile'.
- Termini diffusi tipici dell'Appennino: àino 'agnello', appianà 'salire', cuccuvàja 'civetta', ziane 'zio'
- Grecismi: càcchevo 'recipiente' < gr. kakkabos, campe 'bruco' < gr. kampe, nache 'culla' < gr. nake

## Letteratura
Nell'alto medioevo l'insieme dei dialetti meridionali era definito volgare pugliese, con probabile derivazione dal ducato di Puglia e Calabria che in epoca normanna gravitava su Salerno. Tuttavia a partire dal XII secolo il centro propulsore divenne la città di Napoli, capitale dell'omonimo Regno fino al XIX secolo.